# Сунчица Денић
Сунчица Денић (Угљаре, 1956) српска је списатељица, доктор књижевности и професор.
Рођена је 22. априла 1956. године у Угљару код Приштине. Дипломирала, магистрирала и докторирала на приштинском Филолошком факултету. Пише поезију, прозу, књижевну критику и есеје. Живи у Врању где ради на Педагошком факултету, на катедри за језике и књижевност. Члан је Српског књижевног друштва.

## Објављена дела

### Књиге поезије и романи
- Погодба, поезија Јединство, Приштина 1985.
- Племе у сну, поезија Универзитетска ријеч, Никшић 1989 .
- Клупко, поезија Нолит, Београд 1994.
- Обрнута година, поезија Нолит, Београд 1997.
- Три света, роман Филип Вишњић, Београд 2008.[3]
- Свет изван, роман Албатрос плус, Београд 2014.[4]
- Невреме, поезија, Албатрос плус, Београд, 2016.[5]

### Приручници
- Реторика (са др Вером Ценић), Учитељски факултет, Врање 1995.
- Књижевност, избор књижевних и књижевно-научних текстова, Учитељски факултет, Врање 2007.

## Огледи и критике
- Књижевно дело Манојла Ђорђевића Призренца, Институт за српску културу - Приштина, НИЈП „Панорама”, Београд, Филозофски факултет, Косовска Митровица, 2003. године. (монографија)[6]
- Опште и лично, Огледи о књижевности, „Филип Вишњић“, Београд, 2005; друго издање 2006. године
- Српски писци на Косову и Метохији (1871—1941), Институт за српску културу, Приштина – Лепосавић, 2008.
- Мера и привид, етиком до књижевне естетике, Београдска књига, Београд, 2010.
- Прогон и завичај Сунчице Денић, Институт за српску културу, Приштина-Лепосавић, 2011.

## Награде и признања
- Повеља и Плакета Бранко Миљковић за поезију.
- Перо деспота Стефана Лазаревића.
- Вук Филиповић за књижевну критику.
- Награда "Сима Цуцић" за најбољу књигу из области науке о књижевности за децу за књигу: "Књижевност за децу- крила за зачарани лет" (Банатски културни центар, додељена у Београду, у Удружењу писаца, 2015. године).[7]
- Мајсторско писмо за изузетан допринос у српској књижевности, Књижевна заједница „Борисав Станковић“, Врање 2015. године.
- Светосавска награда, специјално признање Града Врања, (додељена у Врању поводом Светосавске недеље 2016. године).
- Међународна награда Ана Франк за изузетна остварења у књижевности за децу и младе за књигу: Књижевност за децу - крила за зачарани лет (Македонска издавачка кућа "Феникс" и Фондација за културну и научну афирмацију и презентацију из Скопља), април, 2016.[8][9]
- Награда Григорије Божовић за најбољу књигу прозе у протекле две године,за роман Свет изван (Књижевно друштво Косова и Метохије), јули, 2016.[10][11]